# 마크 콘
마크 크레이그 콘(영어: Marc Craig Cohn, 1959년 7월 5일 ~ )는 미국의 싱어송라이터, 음악가이다. 그는 1992년 그래미 어워드 최우수 신인상 부문을 수상했다. 콘은 1991년 그의 동명의 앨범에 수록된 "Walking in Memphis"로 가장 잘 알려져있는데, 이 앨범은 톱 40에 올랐다.